# PTH2
PTH2 (англ. Parathyroid hormone 2) – білок, який кодується однойменним геном, розташованим у людей на короткому плечі 19-ї хромосоми. Довжина поліпептидного ланцюга білка становить 100 амінокислот, а молекулярна маса — 11 202.
| 10         |  | 20         |  | 30         |  | 40         |  | 50         |
| ---------- |  | ---------- |  | ---------- |  | ---------- |  | ---------- |
| METRQVSRSP |  | RVRLLLLLLL |  | LLVVPWGVRT |  | ASGVALPPVG |  | VLSLRPPGRA |
| WADPATPRPR |  | RSLALADDAA |  | FRERARLLAA |  | LERRHWLNSY |  | MHKLLVLDAP |
|            |  |            |  |            |  |            |  |            |

A: Аланін

D: Аспарагінова кислота

E: Глутамінова кислота

F: Фенілаланін

G: Гліцин

H: Гістидин

K: Лізин

L: Лейцин

M: Метіонін

N: Аспарагін

P: Пролін

Q: Глутамін

R: Аргінін

S: Серин

T: Треонін

V: Валін

W: Триптофан

Секретований назовні.